# Heliamphora exappendiculata
Heliamphora exappendiculata är en flugtrumpetväxtart som först beskrevs av Bassett Maguire och Steyerm., och fick sitt nu gällande namn av Nerz och Wistuba. Heliamphora exappendiculata ingår i släktet Heliamphora och familjen flugtrumpetväxter. Inga underarter finns listade i Catalogue of Life.